# Sesc RJ

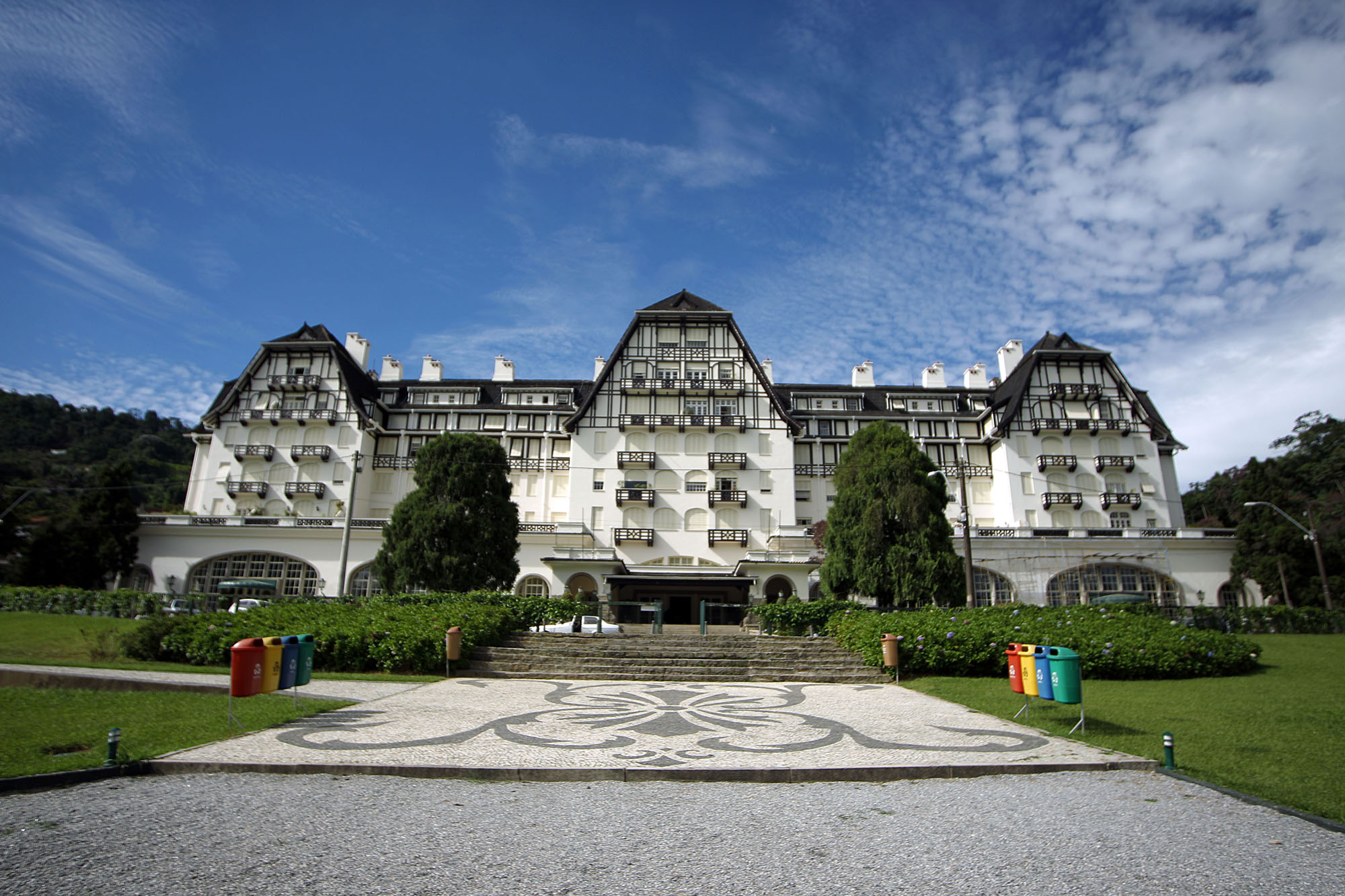
Sesc Quitandinha, em Petrópolis

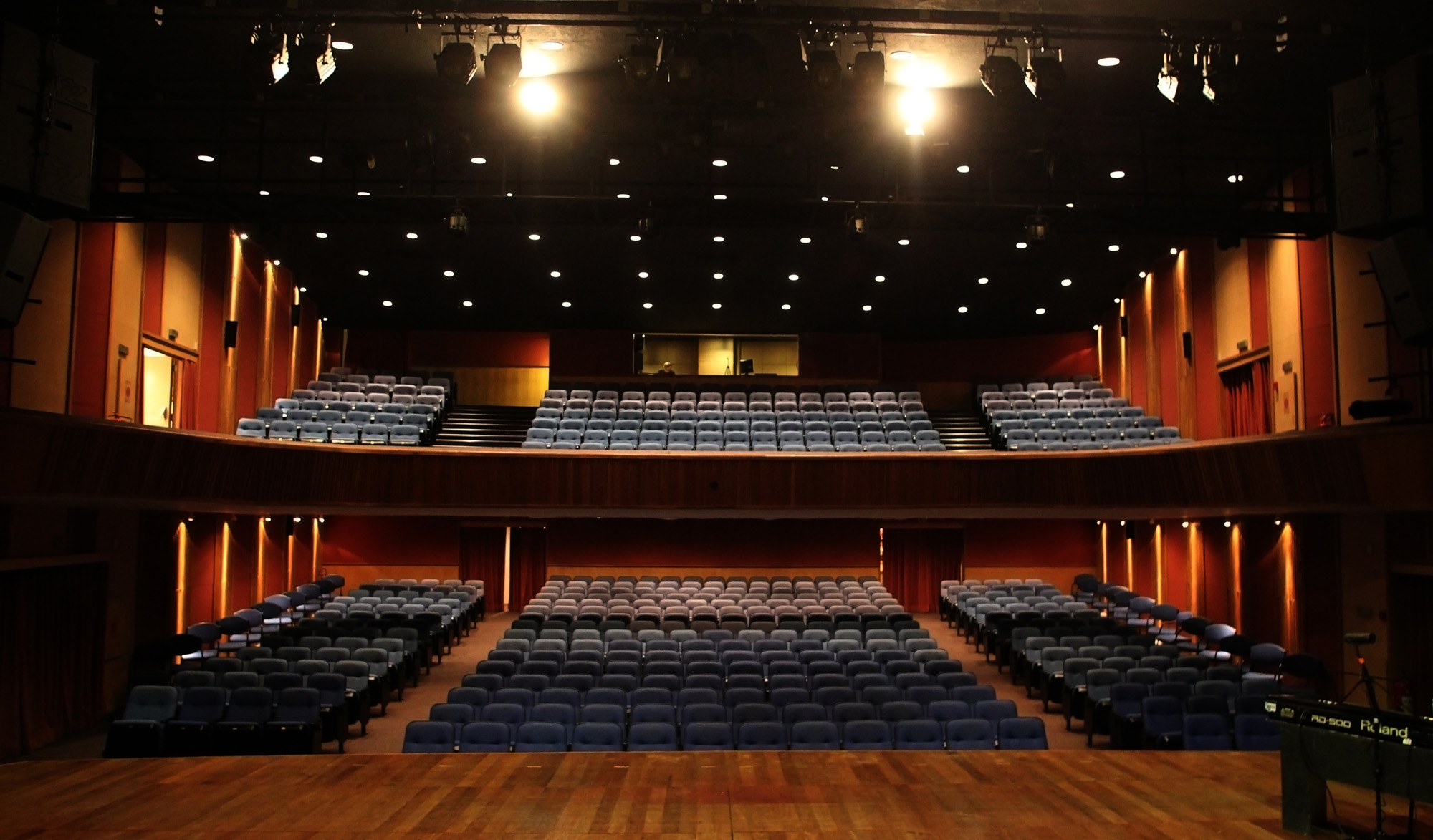
Teatro Sesc Ginástico, no Rio

O Sesc RJ é o departamento regional  do Serviço Social do Comércio com atuação no Estado do Rio de Janeiro. O Sesc é  referência nas áreas de Cultura, Educação Social, Assistência Social, Esporte/Lazer, Saúde e Turismo Social no Brasil e atende prioritariamente aos trabalhadores do comércio de bens e serviços e seus dependentes, mas também a toda a sociedade, oferecendo atividades a preços populares. Tem como missão promover experiências que contribuam para a qualidade de vida da população por meio de suas áreas de referência. Desde sua criação, em 1946, O Sesc RJ abriu 21 unidades no Estado do Rio. 

## Áreas de Atuação
- Cultura - O Sesc Rio tem o objetivo de democratizar a cultura, formar público e levar para a população arte de qualidade, criativa e inovadora, que desenvolva o senso crítico e faça o ser humano refletir sobre o seu papel na sociedade. Disponibiliza uma extensa e diversificada programação nas áreas de teatro, shows, exposições, dança, música, artes visuais, cinema, vídeo e literatura e outras vertentes, como o acesso ao projeto itinerante denominado "CineSesc" e pelos caminhões-biblioteca itinerante intitulado "BiblioSesc"[2].
- Educação Social - As atividades realizadas pelo Sesc Rio para a Educação Social disseminam valores voltados ao respeito à vida, à preservação do planeta, ao combate à violência e à valorização da solidariedade. São criados espaços que estimulam a população a realizar uma leitura crítica do mundo, promovendo o diálogo entre diferentes gerações[2].
- Esporte e Lazer - O Sesc Rio incentiva o esporte de participação. Por isso, oferece atividades voltadas à inserção social e ao estímulo ao crescimento pessoal, seja no desenvolvimento físico e mental, seja na manutenção da qualidade de vida ou da saúde. Estão incluídas atividades para portadores de necessidades especiais e idosos, proporcionando independência nas suas ações cotidianas[2].
- Saúde - A promoção da saúde e a prevenção de doenças são o foco do Sesc Rio. Ações educativas são realizadas por meio de oficinas e de serviços a preços acessíveis ou gratuitos. É referência na América Latina na Odontologia, pois, possui  sete clínicas, com 85 cadeiras odontológicas no total, além de seis unidades móveis OdontoSesc, com quatro consultórios cada, que levam a saúde bucal onde é preciso. No setor de Nutrição, ensina técnicas de aproveitamento dos alimentos, desenvolvendo hábitos alimentares saudáveis, além da medicina de apoio[2].
- Turismo Social - Educar por meio de roteiros culturais, que valorizam o patrimônio das cidades e resgatam a história e a compreensão da realidade contemporânea. Este é o objetivo do Sesc Rio no setor de Turismo. Possui ainda uma rede de hospedagem, com hotéis localizados em Copacabana e na Região Serrana (Teresópolis, Nogueira e Nova Friburgo)[2].
- Assistência Social - O Sesc Rio através por meio de ações comunitárias, trabalho social com idosos, com grupos, ou o por meio do Mesa Brasil Sesc, a instituição atua promovendo acesso a diversas dimensões da sociedade, cujos programas  visam gerar o desenvolvimento social, econômico e cultural, autoestima e cidadania[2].

## Esportes

### Voleibol
O time de voleibol do SESC foi criado em outubro de 2016 conquistou seu primeiro título estadual neste mesmo ano, alcançou a promoção a elite do voleibol nacional e é um dos principais clubes de voleibol masculino do estado.

### Títulos conquistados
- Superliga Brasileira B: 2017[7]
- Campeonato Carioca: 4 (2016[6], 2017[11], 2018 e 2019)